# Stanwellia media
Stanwellia media là một loài nhện trong họ Nemesiidae.
Stanwellia media được miêu tả năm 1968 bởi Forster.